# SCAMPI
A Standard CMMI Appraisal Method for Process Improvement (SCAMPI, magyarul: a CMMI szabványos értékelési módszere a folyamatfejlesztéshez) az amerikai, szövetségi finanszírozású Software Engineering Institute (SEI) kutatási és fejlesztési központ
hivatalos módszere a CMMI rövidítésű „Capability Maturity Model Integration” (kb. képességi érettségi modell integrálása) szoftverfejlesztő- és értékelőprogramnak való megfelelőség felmérésére.
A felmérés általános követelményeit az Appraisal Requirements for CMMI (röviden ARC) szabélyzat tartalmazza. Az ARC alapján bármely szervezet kidolgozhatja saját módszertanát. Ezen előírások alapján dolgozta ki a SEI a SCAMPI-t.
A SCAMPI felmérések során a CMMI-t alkalmazó szervezet erősségeit és gyengeségeit azonosítják és meghatározzák a szervezet folyamatainak képességi vagy érettségi szintjét (attól függően, hogy a felmérés a CMMI melyik megközelítése (lépcsős/folytonos) alapján történik). A SCAMPI felmérést egy folyamatfejlesztési program végén szokták végezni, amely folyamatfejlesztést már eleve a CMMI követelményeinek tükrében végeznek. A módszer meghatározza a felmérési folyamatot, mely felkészülésből, on-site tevékenységekből, előzetes megfigyelésekből, bizonyítékok összegyűjtéséből, osztályozásból és utólagos tevékenységekből áll.
A módszer magyarországi alkalmazása nem ismert.

## A, B és C típusú felmérések
A SCAMPI felméréseknek három típusát különböztetjük meg: A, B, C.
Az A típusú, formális SCAMPI felméréseket a hivatalos, SEI által elfogadott vezető auditorok végezhetik. Ez a legformálisabb módszer és csak e módszer alapján szabad érettségi vagy képességi szintet megállapítani. A B típusú felmérést leginkább az A-t megelőzően szokták alkalmazni előzetes felmérésként. Ekkor azt mérik fel, hogy mire van még szükség ahhoz, hogy egy SCAMPI A típusú felmérésen is minden követelménynek megfeleljen a szervezet. A C típusú felmérések bevezető jellegűek, melyek során azt mérik fel, hogy mi lehet egy reális cél az adott szervezet számára, mely folyamatait fejlessze. Rendszerint egy C típusú (gap-analysis)-el indul a folyamatfejlesztés.

## Külső hivatkozások
- A SCAMPI módszer rövid, magyar nyelvű leírása
- A SCAMPI módszer hivatalos honlapja
- mini CMMI-survey Archiválva 2012. február 16-i dátummal a Wayback Machine-ben – egy magyar fejlesztésű, de angol felületű rövid és ingyenes online CMMI-felmérő